# Eleutherodactylus jasperi
Eleutherodactylus jasperi is een kikker uit de familie Eleutherodactylidae.

## Naamgeving
De soort werd voor het eerst wetenschappelijk beschreven door George E. Drewry en Kirkland L. Jones in 1976. Later werd de wetenschappelijke naam Ladailadne jasperi gebruikt. De soort wordt in andere talen wordt ook wel gouden kikker of gouden coquikikker genoemd. De soortaanduiding jasperi is een eerbetoon aan Jasper Loftus-Hills (1946 - 1974). Deze Australische bioloog kwam op jonge leeftijd om toen hij werd aangereden tijdens het opnemen van kikkergeluiden.

## Uitgestorven
Deze soort is sinds 1981 niet meer gezien, ondanks intensieve zoektochten naar specifiek deze soort, en werd beschouwd als uitgestorven. Sinds 2008 wordt de soort aangeduid als een kritieke soort. Waarschijnlijk ligt de oorzaak in geïntroduceerde roofdieren, maar ook heeft de orkaan Hugo in 1989 misschien een rol gespeeld. Deze verwoestende orkaan wordt met wel meer sindsdien verdwenen kikkers in verband gebracht, vele hadden een klein verspreidingsgebied.

## Uiterlijke kenmerken
Eleutherodactylus jasperi wordt ongeveer 2,2 centimeter lang, heeft een groengele tot oranjebruine kleur, duidelijk zichtbare hechtschijven en mist een tekening. De kop is driehoekig en de ogen zitten wat meer bovenaan de kop en puilen wat uit. Jongere dieren lijken al meteen op de volwassen exemplaren.

## Algemeen
De kikker kwam alleen voor in Puerto Rico, en leefde in bergachtige gebieden met veel bromelia-achtigen, de soort is alleen aangetroffen tussen 700 en 850 meter hoogte. In deze streken is het niet dichtbegroeid, maar is het wel zeer vochtig door de dagelijkse vorming van dauw. Deze soort leeft in gebieden met weinig oppervlaktewater en de kelkvormende bromelia's zijn benodigd voor de voortplanting; wel meer soorten kikkers leggen hier de eitjes in. Er is niet alles bekend over de voortplanting; vast staat wel dat soorten uit het geslacht Eleutherodactylus, waaronder deze soort, geen larvestadium kennen maar direct verschijnen. De larven van Eleutherodactylus jasperi worden een tijdje in een soort huidflap meegedragen.